# Raúl Osiel Marroquín
Raúl Osiel Marroquín Reyes (Tampico, Tam., 1 de septiembre de 1980) es un asesino en serie y pintor mexicano responsable de seis secuestros, en los que acabó con la vida de cuatro de sus víctimas, perpetrados entre el 21 de enero y el 22 de diciembre de 2005, en Ciudad de México.

## Vida anterior a los crímenes
Marroquín Reyes estudió un año la carrera de Médico Militar y fue miembro del Ejército Mexicano durante cuatro años con el grado de Sargento Primero pero desertó. 
Fue admitido como soldado raso el 21 de enero de 1999, inscrito en el decimoquinto batallón de infantería en su ciudad natal, donde alcanzó el grado de Sargento Segundo. Quiso ascender en la milicia y estudiar medicina pero la falta de recursos financieros lo obligaron a renunciar. En mayo de 2004 fue dado de baja del ejército y regresó a su ciudad natal.
Estuvo preso en su ciudad natal, Tampico, Tam. durante 14 meses bajo el cargo de robo con violencia.

## Perfil psiquiátrico
Sus crímenes tuvieron muchas similitudes con los de los asesinos en serie estadounidenses John Wayne Gacy y Robert Berdella, siendo el móvil, sin embargo, un poco diferente: Gacy asesinaba a sus víctimas debido a una represión de su propia homosexualidad que proyectaba hacia los demás (se sentía atraído hacia ellos, razón por la cual los culpaba de su homosexualidad), Berdella por frustración hacia otras personas. En cambio, Marroquín, a pesar de que sus crímenes también poseían marcados rasgos homoeróticos (aunque el mismo Marroquín declaró no ser homosexual), se puede apreciar en él a un sociópata o psicópata dentro de un marco sociocultural que, de una u otra forma, le dio un escaparate para su violencia contenida, dirigiéndola hacia una minoría. De acuerdo con perfiladores de la policía, Raúl Marroquín mantenía una relación de dependencia con su cómplice, un idilio homosexual, que pese a no haber contacto físico ya que no podía aceptarlo habían desarrollado fuertes vínculos emocionales.
Después de su detención, Marroquín declararía no ser homofóbico, aunque esta aseveración se contradiría con otras hechas por el homicida en donde se refiere a los homosexuales como “un mal para la sociedad”, que la razón principal de que sus víctimas fueran hombres homosexuales se debía a que estas personas eran más fáciles de plagiar; esta fue la declaración que hizo al ser cuestionado sobre su patrón:

«...por no batallar en operaciones que implicaran armas y vehículos, tan solo bastaba con ir a los lugares que ellos frecuentaban y ellos solos me abordaban, se me hacía más fácil tratar a esas víctimas». (Osiel Marroquín, Raúl. 2006).

- Carecía de empatía y cosificaba a las personas a su alrededor. Tras ser detenido se le preguntó que si no se sentía mal por los familiares de las personas que asesinó a lo que él respondió:

«Nunca he pensado en ellos.» (Osiel Marroquín, Raúl. 2006)

- Se mostraba reacio a someterse a las normas sociales y esto lo hacía proclive a la desviación y la criminalidad.
- Carecía de culpa y no aceptaba la responsabilidad sobre sus actos.
- Justificaba e intentaba dar un contexto razonable a sus actos y poseía una autoestima inflada. El ejemplo más claro de esto fue el expresar que sus crímenes fueron un bien para la sociedad:

«Hasta le hice un bien a la sociedad, pues esa gente hace que se maleé la infancia...» (Osiel Marroquín, Raúl. 2006)

«Una de mis víctimas era portador de VIH, y de cierta manera, evité la propagación del virus...» (Osiel Marroquín, Raúl. 2006)

El que justificara sus actos como correctos nos habla de su autoestima inflada. Se veía a sí mismo como un benefactor de la sociedad (un ángel exterminador). Esto indica también una sobre-valoración de sí mismo (narcisismo), lo que es indicio de un desarrollo psico-sexual deficiente y una inmadurez del desarrollo psico-afectivo; según Robert D. Keppel y William J. Birnes, un trastorno del desarrollo psico-afectivo, es la principal causa de la conducta de un asesino en serie.
Estas declaraciones también nos hablan de un distanciamiento de la realidad. Creía que sus actos tenían una justificación moral, aunque era plenamente consciente de las implicaciones éticas y jurídicas de sus actos, pensaba que ante la sociedad sus delitos eran menores y hasta justificables. Según Joel Norris, este proceso (el distanciamiento de la realidad) corresponde a la primera fase de la conducta de un asesino en serie.
- Era proclive a las perversiones sexuales.

- Se sentía atraído y se encontraba en constante búsqueda de emociones fuertes; lo que también, junto con la ausencia de empatía, el egocentrismo y la incapacidad de aceptar la responsabilidad de sus actos; lo hacían proclive a la desviación, el crimen y las parafilias.
- Era megalómano. Su atracción patológica se aprecia claramente en la tortura que sometía a sus víctimas: al torturar, se busca quebrar la voluntad del individuo, despojarlo de su calidad humana, y así hasta tener poder absoluto, sobre dicha persona.

- Era carismático, atractivo y manipulador.
- Era violento y sufría de explosiones de ira.
- Poseía un estilo de vida parasitario.

Su carrera criminal la inició como un asaltante, su motivación monetaria, su constante búsqueda de emociones intensas y su atracción patológica por el poder (megalomanía), fueron detonantes para su conducta delictiva; posteriormente, de igual forma motivado por los mismos factores, evolucionó al secuestro: Marroquín fue una de las muchas personas en México que vieron en el secuestro una actividad muy lucrativa. En muchos de los casos, ya había cobrado el dinero del rescate antes de asesinar a su víctima. Como producto de su actividad como secuestrador, obtuvo un total de MXN $ 109,000.00 (poco más de USD $ 10,000.00).

## Delitos

### Modus operandi
Abordaba a sus víctimas, a quienes conocía en un famoso bar gay llamado el "Cabaretito Neón", ubicado en la Zona Rosa, en la Col. Juárez, en la entonces delegación Cuauhtémoc de la Cd. de México, con propuestas sentimentales y/o eróticas. Los invitaba a su casa, ubicada en el 4223 de la avenida Andrés Molina Enríquez, en la colonia Asturias, delegación Cuauhtémoc, también de la Ciudad de México. También, a algún hotel, en donde, dependiendo de si contaba con los recursos económicos, los secuestraba o no. Contaba con la ayuda de un cómplice: Juan Enrique Madrid Manuel. 
A los hombres que plagiaba los sometía a tortura (de ahí su apodo). Tenía un especial predilección por sofocar a sus víctimas. Antes de matarlas, las asfixiaba hasta que perdiera el conocimiento. Una vez que volvían en sí, las volvía a asfixiar, y así una y otra vez.
Pedía el rescate a los allegados de este. Independientemente de que pagaran o no, asesinaba a su rehén por asfixia o estrangulación. Posteriormente, abandonaba los cadáveres en distintos lugares de la ciudad.

### Víctimas

#### Homicidios
- Jonathan Razo Ayala: primer homicidio de Osiel Marroquín, fue secuestrado el 27 de octubre de 2005 y privado de la vida el 12 de noviembre, tras 16 días de secuestro en la casa de Marroquín Reyes. Solicitó $ 50,000 pesos mexicanos (alrededor de $2,500 dólares) por su rescate, aunque su familia no pudo pagarlo.
- Ricardo López Hernández: conoció a Marroquín el 30 de noviembre de 2005. Este lo mantuvo secuestrado durante 9 días en su casa, hasta el 9 de diciembre, día en que lo mató por vía de estrangulación. No antes de haber cobrado $28.000 pesos mexicanos (poco más de $1,400 dólares) por su rescate.
- Armando Rivas Pérez: fue secuestrado el 16 de diciembre de 2005, ese mismo día lo mató, tras cobrar su rescate.
- Víctor Ángel Iván Gutiérrez Balderas: última víctima secuestrada; fue secuestrado el mismo día que Armando Rivas, el 16 de diciembre, lo mantuvo secuestrado 6 días. Tras cobrar un rescate de $8,300 pesos mexicanos (un poco más de $800 dólares de ese entonces) lo mató el 22 de diciembre.

#### Secuestros
- Juan Carlos Alfaro Alba: fue la primera víctima plagiada por Osiel, fue secuestrado el 21 de octubre de 2005. Lo mantuvo cautivo cerca de una semana en una habitación de hotel, tiempo en que le infligió grave daño físico y psicológico. Pidió rescate a los familiares quienes pagaron lo más rápido que les fue posible; Raúl Marroquín lo dejó atado en la habitación de hotel, aparentemente el criminal aún no "evolucionaba" por lo que se conformó con la violencia ejercida sobre su víctima y el dinero fácilmente ganado, y no mató a Alfaro Alba.
- José Ricardo Galindo Valdés: fue la antepenúltima víctima secuestrada de Marroquín, el 13 de diciembre de 2005. Raúl se comunicó con la madre del plagiado, esta le imploró que no lo lastimara porque no tenía dinero para pagarle el rescate, —y quizás porque tuvo un ataque de humanidad—, el asesino lo dejó libre, pero antes lo amenazó de muerte si denunciaba.

## Aprehensión y condena
Fue arrestado por la PGR, el 23 de enero de 2006, en la Cd. de México, sin su cómplice José Manuel Madrid (arrestado en 2013). Mientras Raúl Osiel Marroquín fue condenado a 128 años de prisión, el 4 de septiembre de 2008.
Posteriormente de su detención declaró: 

«No me arrepiento de lo que hice... De tener la oportunidad, lo volvería a hacer, solo que sería más cuidadoso para no ser atrapado y no cometería los mismos errores que llevaron a mi captura... De lo único que me arrepiento es por lo que esta pasando mi familia ahora...» (Marroquín Reyes, Raúl Osiel. 2006)

El 4 de septiembre de 2008, Marroquín Reyes y Manuel Madrid fueron sentenciados a un total de casi 300 años de prisión. Actualmente cumple su condena en la Penitenciaria de la Ciudad de México, a la cual fue trasladado en 2010, después de haber estado en el Reclusorio Oriente de la Ciudad de México.